# 赫布巴戈迪
赫布巴戈迪（Hebbagodi），是印度卡纳塔克邦Bangalore县的一个城镇。总人口12395（2001年）。

## 人口
该地2001年总人口12395人，其中男性7422人，女性4973人；0—6岁人口1466人，其中男788人，女678人；识字率77.76%，其中男性为83.55%，女性为69.11%。